# 滕虎忱
滕虎忱（1883年—1958年），山东安丘人，中华人民共和国政治人物。
担任潍坊市人民政府委员。“华丰”机器厂创建。1954年，当选第一届全国人民代表大会代表。